# Vietnamese fonologie
Dit artikel is een technische beschrijving van het fonologische systeem van het Vietnamees met fonetiek en fonologie.

## Fonologie

### Medeklinkers
De twee hoofdvarianten van het Vietnamees, dat van Hanoi en Ho Chi Minhstad, zijn hieronder beschreven.

#### Hanoi
De 21 medeklinkers van de variant van Hanoi zijn:
|               |                  | Bilabiaal | Labio- dentaal | Dentaal/ Alveolair | Palataal | Velair | Glottaal |
| ------------- | ---------------- | --------- | -------------- | ------------------ | -------- | ------ | -------- |
| Plosieven     | niet aangeblazen | p         |                | t                  | c        | k      | (ʔ)      |
| Plosieven     | aangeblazen      |           |                | t̺ʰ                 |          |        |          |
| Plosieven     | glottaal         | ɓ         |                | ɗ                  |          |        |          |
| Fricatieven   | Fricatieven      |           | f v            | s̪ z̪                |          | x ɣ    | h        |
| Nasalen       | Nasalen          | m         |                | n                  | ɲ        | ŋ      |          |
| Approximanten | centraal         | w         |                |                    | j        |        |          |
| Approximanten | lateraal         |           |                | l̺                  |          |        |          |

##### Fonetiek
- [w]? is labiaal-velair.
- [p]? aan het begin van woorden is niet oorspronkelijk Vietnamees en komt enkel voor in leenwoorden uit het Frans. De oorspronkelijke Vietnamese [p]? komt enkel voor aan woordeinden.
- De glottale plosieven zijn gepreglottaliseerd en stemhebbend: [ʔɓ, ʔɗ]? (de glottis is altijd gesloten vóór de mond). Deze glottale sluiting wordt meestal niet losgelaten voor het loslaten van de mond, zodat een karakteristieke implosieve uitspraak ontstaat. Soms, echter, wordt de glottale sluiting losgelaten vóór de orale zodat de plosieven worden uitgesproken als [ʔb, ʔd]?. De primaire karakteristiek is dus preglottalisatie en implosiviteit is secundair.
- De koronalen zijn:
  - [tʰ, s, z, l]? zijn dentaal: [t̪ʰ, s̪, z̪, l̪]?.
  - [t, ɗ, n]? zijn alveolair: [t͇, ɗ͇, n͇]?.
  - [tʰ, l, t, ɗ, n]? zijn apicaal: [t̺ʰ, l̺, t̺, ɗ̺, n̺]? (dus met de tip van de tong).
  - [s, z, c, ɲ]? zijn laminaal: [s̻, z̻, c̻, ɲ̻]? (dus met het blad van de tong.
- [c, ɲ]? zijn fonetisch gezien palatoalveolair: [ṯ, ṉ]? (met het blad van de tong achter de alveolaire brug).
- [c]? is vaak een beetje een affrikaat [ṯʃ]?. Dit is echter niet verplicht.

##### Fonologische processen
- Een glottisslag [ʔ]? wordt uitgesproken aan het begin van woorden die beginnen met een klinker of met [w]? (zie #Glottisslag):

| ăn | 'eten'      | [ɐn]? | → | [ʔɐn]?  |
| uỷ | 'delegeren' | [wi]? | → | [ʔwij]? |
- Wanneer plosieven [p, t, k]? aan het eind van woorden voorkomen, zijn ze niet plosief [p̚, t̚, k̚]?:

| đáp  | 'antwoorden' | [ɗɐːp]? | → | [ʔɗɐːp̚]? |
| mát  | 'koel'       | [mɐːt]? | → | [mɐːt̚]?  |
| khác | 'andere'     | [xɐːk]? | → | [xɐːk̚]?  |
- Wanneer de velairen [k, ŋ]? na [u, w]? komen, worden ze uitgesproken met gelijktijdige bilabiale sluiting [k͡p, ŋ͡m]? (dus dubbel gearticuleerd) of ze zijn sterk gelabialiseerd [kʷ, ŋʷ]?.

| đục | 'modderig' | [ɗuk]?  | → | [ʔɗuk͡p̚]?  |
| độc | 'vergif'   | [ɗɜwk]? | → | [ʔɗɜwk͡p̚]? |
| ung | 'kanker'   | [uŋ]?   | → | [ʔuŋ͡m]?   |
| ong | 'bij'      | [ɐwŋ]?  | → | [ʔɐwŋ͡m]?  |

#### Ho Chi Minhstad (Saigon)
De 22 medeklinkers van de variant van Ho Chi Minhstad (HCMS of Saigonvariant) zijn:
|               |                  | Bilabiaal | Labio- dentaal | Dentaal/ Alveolair | Retroflex | Palataal | Velair | Glottaal |
| ------------- | ---------------- | --------- | -------------- | ------------------ | --------- | -------- | ------ | -------- |
| Plosief       | niet aangeblazen | p         |                | t                  |           | c        | k      | (ʔ)      |
| Plosief       | aangeblazen      |           |                | t̺ʰ                 |           |          |        |          |
| Plosief       | glottaal         | ɓ         |                | ɗ                  |           |          |        |          |
| Affrikaten    | Affrikaten       |           |                |                    | ʈʂ        |          |        |          |
| Fricatieven   | Fricatieven      |           | f (vʲ)         | s                  | ʂ r       |          | x ɣ    | h        |
| Nasalen       | Nasalen          | m         |                | n                  |           | ɲ        | ŋ      |          |
| Approximanten | centraal         | w         |                |                    |           | j        |        |          |
| Approximanten | lateraal         |           |                | l̻                  |           |          |        |          |

##### Fonetiek
De variant van HCMS is essentieel hetzelfde als die van Hanoi met de volgende uitzonderingen:
- [v]? is meestal niet aanwezig in HCMS. Indien het voorkomt, is dit meestal doordat men de spelling volgt en dan is het steeds palataal en gevolgd door [j]?: [vʲj]?. Naast deze [vj]? is er bij sommige sprekers een [bj, βj]? aanwezig. Deze uitspraken zijn overblijfselen van een klankverandering met [v, z]? in het zuiden ([v]? is meestal nog aanwezig in noordelijke en centrale regio's).
- De Hanoise [z]? is niet aanwezig in HCMS.
- De HCM'se [l]? is meestal palataler dan in Hanoi: [lʲ]?.
- In het zuiden heeft het foneem [r]? verscheidene uitspraken afhankelijk van de spreker. Zelfs bij één enkele spreken kunnen verschillende uitspraken worden aangetroffen. Het kan bestaan als retroflexe fricatief [ʐ]?, als postalveolaire fricatief [ʒ]?, als flap [ɾ]?, als trilklank [r]? of als fricatieve flap/trilklank [ɾ̝, r̝]?. Deze klank wordt in Vietnamese linguïstiek meestal voorgesteld door < r >.
- De koronalen zijn:
  - [tʰ]? is dentaal: [t̪ʰ]?.
  - [t, ɗ, s, n, l]? zijn alveolair: [t͇, ɗ͇, s͇, n͇, l͇]?.
  - [t, tʰ, ɗ, s, n]? zijn apicaal: [t̺, t̺ʰ, ɗ̺, s̺, n̺]?.
  - [l, c, ɲ]? zijn laminaal: [l̻ʲ, c̻, ɲ̻]?.
- In tegenstelling tot in Hanoi wordt de [w]? in HCMS niet voorafgegaan door een glottisslag als aan het begin van een woord.

#### Regionale medeklinkervariaties
Aan het begin van lettergreppen worden Hanoise [v, z] in HCMS [j]. Het HCM'se [r] wordt in Hanoi [z], de HCM'se [c, ʈʂ] wordt in Hanoi [c], en de HCM'se [s, ʂ] worden in Hanoi [s]. Deze tabel hieronder vat de verbanden samen:
| Begin van lettergreep | Begin van lettergreep | Begin van lettergreep  | Begin van lettergreep | Begin van lettergreep |
| Hanoi                 | HCMS                  | Voorbeeld              | Voorbeeld             | Voorbeeld             |
| Hanoi                 | HCMS                  | woord                  | Hanoi                 | HCMS                  |
| --------------------- | --------------------- | ---------------------- | --------------------- | --------------------- |
| [v]                   | [j]                   | vợ "vrouw, echtgenote" | [vəː]                 | [(v)jəː]              |
| [z]                   | [j]                   | da "huid"              | [zɐː]                 | [jɐː]                 |
| [z]                   | [r]                   | ra "naar buiten gaan"  | [zɐː]                 | [rɐː]                 |
| [c]                   | [c, ʈʂ]               | chi "wat/hoe/waarom"   | [ci]                  | [ci]                  |
| [c]                   | [c, ʈʂ]               | trắng "wit"            | [cɐŋ]                 | [ʈʂɐŋ]                |
| [s]                   | [s, ʂ]                | xa "ver"               | [sɐː]                 | [sɐː]                 |
| [s]                   | [s, ʂ]                | số "aantal"            | [so]                  | [ʂo]                  |

Er zijn eveneens een aantal verschillen bij lettergreepeinden tussen verschillende regio's, die verschillen van deze bij het begin van de lettergreep zoals uitgelegd hierboven. De koronalen [t, n] van Hanoi worden velair [k, ŋ] in HCMS, behalve als de koronaal na een hoge voorklinker [i, e, j] komt – dan blijft het in HCMS [t, n] zoals in Hanoi. Daarbij worden Hanoise [k, ŋ] in HCMS [t, n] als ze na [i, e, j] komen (anders blijven ze [k, ŋ]):
| Lettergreepeinden   | Lettergreepeinden | Lettergreepeinden  | Lettergreepeinden | Lettergreepeinden |
| Hanoi               | HCMS              | Voorbeeld          | Voorbeeld         | Voorbeeld         |
| Hanoi               | HCMS              | woord              | Hanoi             | HCMS              |
| ------------------- | ----------------- | ------------------ | ----------------- | ----------------- |
| [t, k]              | [k]               | hát "zingen"       | [hɐːt]            | [hɐːk]            |
| [t, k]              | [k]               | thác "waterval"    | [tʰɐːk]           | [tʰɐːk]           |
| [n, ŋ]              | [ŋ]               | xuân "lente"       | [swɜn]            | [swɨŋ]            |
| [n, ŋ]              | [ŋ]               | vâng "gehoorzamen" | [vɜŋ]             | [(v)jɜŋ]          |
| [t, k] na [i, e, j] | [t]               | ít "weinig"        | [it]              | [it]              |
| [t, k] na [i, e, j] | [t]               | ếch "kikker"       | [ɜjk]             | [ɜt]              |
| [n, ŋ] na [i, e, j] | [n]               | đến "aankomen"     | [ɗen]             | [ɗɜn]             |
| [n, ŋ] na [i, e, j] | [n]               | lính "soldaat"     | [liŋ]             | [lɨn]             |

Zoals hierboven kan worden gezien, is er ook een merkelijk regionaal verschil in de klinkers.

### Klinkers

#### Enkelvoudige
De klinkertabel in IPA van enkelvoudige klinkers hieronder is een composiet van de beschrijvingen van Nguyen (1997), Thompson (1965), and Han (1966) (zie #Vietnamese klinkers). Dit is een beschrijving van Hanois Vietnamees (andere regio's kunnen andere klinkers hebben).
|            | Voor | Centraal | Achter |
| ---------- | ---- | -------- | ------ |
| Hoog       | i    | ɨ        | u      |
| Middelhoog | e    | əː       | o      |
| Middellaag | ɛ    | ɜ        | ɔ      |
| Laag       |      | ɐ / ɐː   |        |

- Alle klinker zijn niet-gerond, behalve de drie achterklinkers [u, o, ɔ]?.
- [ɜ]? en [ɐ]? worden korter uitgesproken dan de andere klinkers.
  - [ɐ]? tegenover [ɐː]?: Korte [ɐ]? (ă gespeld) en lange [ɐː]? (a gespeld) zijn fonemisch verschillende klinkers. Het enige verschil is de lengte, niet de kwaliteit.
  - [ɜ]? tegenover [əː]?: Han (1966) stelt voor dat de korte [ɜ]? (â gespeld) en de lange [əː]? (ơ gespeld) verschillen in zowel hoogte als lengte, maar dat het verschil in lengte waarschijnlijk het primaire verschil is. Thompson (1965) suggereert eerder dat het verschil in hoogte ligt (zoals hij doet met alle Vietnamese klinker), al merkt hij het verschil in lengte ook op.
- [ɨ]? (ư gespeld) is gesloten, centraal, ongerond, naar achter en verlaagd: [ɨ̞̠]?. Veel beschrijvingen, zoals Thompson (1959, 1965), Nguyen (1970) en Nguyen (1997), beschouwen deze klinker als gesloten, achter en ongerond: [ɯ]?. Hans (1966) instrumentale analyse toont echter aan dat deze klinker eerder centraal dan achter is. Brunelle (2003) en Pham (2003) transcriberen deze klinker eveneens als centraal.
- De hoge en middelhoge klinker [i, ɨ, u, e, əː, o]? vertonen fonetische glijding: [ɪj, ɨɰ, ʊw, ej, əːɰ, ow]?, vooral in open lettergrepen:

| chị | 'oudere zus' | [ci]?  | → | [cɪj]?  |  | quê | 'platteland' | [kwe]? | → | [kwej]? |
| tư  | 'vier'       | [tɨ]?  | → | [tɨɰ]?  |  | mơ  | 'dromen'     | [məː]? | → | [məːɰ]? |
| thu | 'herfst'     | [tʰu]? | → | [tʰʊw]? |  | cô  | 'tante'      | [ko]?  | → | [kow]?  |

#### Twee- en drieklanken
Naast enkelvoudige klinkers heeft het Vietnamees ook heel wat twee- en drieklanken. De meeste hiervan bestaan uit een klinker plus /j/ of /w/. (Fonologisch gezien is het beter deze te beschouwen als een opeenvolging van een klinker en een medeklinker.) Hieronder is een tabel (Nguyen 1997) van de twee- en drieklanken van het noorden:
| [ɜ]-tweeklanken | [j]-twee- en drieklanken | [w]-twee- en drieklanken |
| --------------- | ------------------------ | ------------------------ |
| [iɜ]            | [əːj]                    | [iw]                     |
| [ɨɜ]            | [ɜj]                     | [ew]                     |
| [uɜ]            | [ɐːj]                    | [ɛw]                     |
|                 | [ɐj]                     | [əːw]                    |
|                 | [ɨj]                     | [ɜw]                     |
|                 | [uj]                     | [ɐːw]                    |
|                 | [oj]                     | [ɐw]                     |
|                 | [ɔj]                     | [ɨw]                     |
|                 | [ɨɜj]                    | [iɜw]                    |
|                 | [uɜj]                    | [ɨɜw]                    |

- [j]? volgt nooit op voorklinkers [i, e, ɛ]?.
- [w]? volgt nooit op geronde klinkers [u, o, ɔ]?.

#### Regionale klinkervariatie
Thompson (1965) zegt dat de woorden die in Hanoi worden gespeld met ưu en ươu worden uitgesproken als [iw, iɜw] respectievelijk, terwijl andere dialecten in de Tonkindelta ze uitspreken als [ɨw] en [ɨɜw]. De Hanoienaars die deze woorden uitspreken let [ɨw] en [ɨɜw] volgen de spelling.
Thompson (1965) merkt ook op dat de tweeklanken iê [iɜ], ươ [ɨɜ], uô [uɜ] kunnen worden uitgesproken als [ie, ɨəː, uo] respectievelijk (zoals de spelling suggereert), maar voor [k, ŋ] en in open lettergrepen worden ze altijd [iɜ, ɨɜ, uɜ].

### Toon
In het Vietnamees worden alle klinker uitgesproken met een inherente toon. De tonen verschillen in:
- hoogte
- lengte
- contour (melodie)
- intensiteit
- glottaliteit (met of zonder spanning op de stembanden)

In tegenstelling tot in veel Indiaanse, Afrikaanse en Chinese talen steunen de Vietnamese tonen niet enkel op toonhoogte en melodische contour. Het Vietnamees gebruikt vaak een registercomples (een combinatie van fonatietype, hoogte, lengte, klinkerkwaliteit enz.). Een betere beschrijving zou dus zijn dat het Vietnamees een registertaal is en geen "pure" toontaal (Pham 2003).
In de Vietnamese spelling wordt toon aangeduid door diakrieten die boven of onder de klinker worden geschreven.

#### 6-toonanalyse
De zes tonen in Hanoi en andere noordweste varianten zijn:
| Naam  | Beschrijving              | Contour  | Diakritisch teken | Voorbeeld        |
| ----- | ------------------------- | -------- | ----------------- | ---------------- |
| ngang | hoog (of midden) vlak     | 33       | (geen)            | ba 'drie'        |
| huyền | laag dalend               | 21       | `                 | bà 'grootmoeder' |
| hỏi   | (laag) duikend-stijgend   | 313      | [̛]                | bả 'poison'      |
| ngã   | gebroken-stijgend         | 35       | ˜                 | bã 'residu'      |
| sắc   | hoof (of midden) stijgend | 35       | ''                | bá 'gouverneur'  |
| nặng  | gespannen                 | 32 of 31 | ̣                  | bạ 'willekeurig' |

Er is veel variatie tussen verschillende sprekers over hoe de toon fonetisch wordt gerealiseerd. Er zijn verschillende tussen varianten van het Vietnamees in de verschillende regio's (noord, centraal, zuid) en kleinere verschillen binnen deze regio's (zoals Hanoi t.o.v. andere noordelijke varianten). Hierbij is er variatie tussen individuen. Er is meer onderzoek nodig om dit volledig uit te klaren.
Hieronder zijn meer details over de toon in de noordelijke varianten:
Ngang-toon:
- De ngang-toon wordt uitgesproken met "normale" articulatie.

Huyền-toon:
- De huyền-toon heeft is aangeblazen bij sommige sprekers, maar niet bij anderen: bà = [ʔɓɐ̤ː21]? of [ʔɓɐː21]?.

Hỏi-toon:
- De hỏi-toon wordt laag dalend uitgesproken aan het begin van de lettergreep en stijgt hierna enigszins.

Ngã-toon:
- Bij sommige sprekers wordt de ngã-toon dalend-stijgend uitgesproken, met het stijgende deel merkelijk hoger dan de hỏi-toon. Hỏi = 313; ngã = 315. In zuidelijk Vietnam valt deze toon samen met de hỏi-toon (zelfde toonhoogten).

Sắc-toon:
- De sắc-toon heeft een normale articulatie, al zijn de stembanden vaak gespannener dan bij de ngang-toon. Bij sommige sprekers heeft de sắc-toon dezelfde contour als de ngã (i.e. 35). Bij andere sprekers is ngã merkelijk hoger dan sắc: sắc = 34 of 24; ngã = 35 of 45.

Nặng-toon:
- De nặng-toon is dalend en glottaal.

#### 8-toonanalyse
[aan te vullen]

### Lettergeep en fonotactiek
De Vietnamese lettergreepstructuur volt het volgende schema:
(C1)(w)V(G)(C2)+T
waar
| - C1 = intitiële medeklinker - w = bilabiale glijklank [w]? - V = klinkerkern | - G = blijklanken [w, j]? - C2 = finale medeklinker - T = toon. |
In andere woorden kan een lettergreep een optioneel begin hebben bestaande uit een enkele medeklinker of een medeklinker plus de glijklank /w/ en een optionele coda. De klinkerkern kan bijkomende glijelementen bezitten.
Explicieter zijn de verschillende types lettergrepen als volgt:
| Lettergreep | Voorbeeld | Lettergreep | Voorbeeld |
| ----------- | --------- | ----------- | --------- |
| V           |           | wV          |           |
| VG          |           | wVG         |           |
| VC          |           | wVC         |           |
| VGC         |           | wVGC        |           |
| CV          |           | CwV         |           |
| CVG         |           | CwVG        |           |
| CVC         |           | CwVC        |           |
| CVGC        |           | CwVGC       |           |
C1:
Om het even welke medeklinker kan in het begin voorkomen behalve:
- [p]? komt niet voor in oorspronkelijk Vietnamese woorden
- [j]? komt niet voor in Hanoi, maar wel in HCMS (door klankveranderingen)

w:
- [w]? komt niet voor na labiale medeklinkers [ɓ, f, v, m, w]?
- [w]? komt niet voor na [n]? in oorspronkelijk Vietnamese woorden (wel in leenwoorden uit het Chinees)
- de sequenties [hw, kw]? worden [w] in HCMS, behalve als men de spellingswijze volgt

V:
De klinkerkern V kan elk van de volgende 14 enkelvoudige klinkers of tweeklanken zijn: [i, ɨ, u, e, əː, o, ɛ, ɜ, ɔ, ɐ, ɐː, iɜ, ɨɜ, uɜ].
G:
C2:
De optionele coda C2 beperkt zich tot labiale, kornale en velaire plosieven [p, t, k] en nasalen [m, n, ŋ].
T:
Lettergrepen hebben een inherente tooncontour. Alle tonen zijn mogelijk voor open lettergrepen en lettergrepen op nasalen. In lettergrepen op plosieven zijn enkel sắc en nặng mogelijk.

### Glottisslag
Thompson (1959, 1965) stelt het bestaan van een glottisslag als foneem in een abstractere analyse van Hanoi-Vietnamees volgens dewelde de fonemen [ɓ, ɗ, v] zouden worden geëlimineerd door de opeenvolgingen van glottisslag + medeklinker (ʔC). Hij stelt voor:
- /p/ → [p]?
- /ʔp/ → [ʔɓ]?
- /t/ → [t]?
- /ʔt/ → [ʔɗ]?
- /w/ → [v]?
- /ʔw/ → [ʔw]?

Deze analyse vereenvoudigt ook de beschrijving van de lettergrepen: alle lettergrepen hebben een medeklinkerbegin.
In het zuiden komt [ʔ] niet voor vóór [w].

### Vietnamese klinkers
Hieronder zijn de verschillende beschrijvingen van de Vietnamese klinkers van drie linguïsten. Welke correct is, laten we over aan de lezer. Thompson en Han zijn niet Vietnameestalig, Nguyen wel.
|            | Voor | Centraal | Achter  |
| ---------- | ---- | -------- | ------- |
| Hoog       | [iː] |          | [ɯː uː] |
| Middelhoog | [eː] |          | [ɤː oː] |
| Middellaag | [ɛː] |          | [ʌ ɔː]  |
| Hoger laag |      | [ɐ]      |         |
| Lager laag | [æː] |          |         |

|            | Voor | Centraal | Achter |
| ---------- | ---- | -------- | ------ |
| Hoog       | [i]  | [ɨ]      | [u]    |
| Middelhoog | [e]  |          | [o]    |
| Middellaag | [ɛ]  | [ɜː/ɜ]   | [ɔ]    |
| Laag       |      | [ɐː/ɐ]   |        |

|        | Voor | Centraal | Achter |
| ------ | ---- | -------- | ------ |
| Hoog   | [i]  |          | [ɯ u]  |
| Midden | [e]  | [əː/ə]   | [o]    |
| Laag   | [a]  | [ɐː/ɐ]   | [ɒ]    |

Thompson (1965) zegt dat de klinker [ʌ] (â gespeld) en [ɐ] (ă gespeld) korter zijn dan alle andere klinkers, wat wordt aangeduid met het teken van lengte [ː] bij de andere klinker. Zijn klinkers hierboven zijn enkel de basisfonemen. Hij geeft een gedetailleerde beschrijving van de verschillende allofonische variaties van elke klinker.
Han (1966) gebruike akoestische analyse, waaronder spectrograms en formaatmeting en -plotting, om de klinkers te beschrijven. Ze stelt dat het primaire verschil tussen de spellingen ơ & â en a & ă een lengteverschil is (a ratio van 2:1). ơ = [ɜː], â = [ɜ]; a = [ɐː], ă = [ɐ]. Haar formaatplots lijken ook te tonen dat [ɜː] een ietsje hoger zou zijn dan [ɜ] in sommige contexten (maar dit zou ondergeschikt zijn aan het lengteverschil). Niettemin moet het worden opgemerkt dat Han enkel F1 en F2 in rekening brengt, maar geen F3.
Een andere opmerking over de studies van Han is dat ze redelijk weinig personen gebruikt en, hoewel al haar medewerkers Vietnameestaligen zijn van de variant van Hanoi, hebben ze allemaal een significant deel van hun leven buiten Hanoi doorgebracht (in Frankrijk of in Ho Chi Minhstad).
Nguyen (1997) vereenvoudigt zijn klinkerbeschrijving waarschijnlijk een beetje om haar symmetrische te maken (wat goed is als fonolgie). Hij zegt dat dit geen "volledige grammatica" is, maar eerder een "beschrijvende inleiding". Zijn tabel heeft dus meer fonologische dan fonetische waarde.
Hieronder is een tabel die de verschillen in beschrijving vergelijkt met de spelling. Merk op dat dit artikel vooral Han (1966) volgt.
| Spelling | dit artikel | Thompson | Han  | Nguyen | Doan |
| -------- | ----------- | -------- | ---- | ------ | ---- |
| i        | [i]         | [i]      | [i]  | [i]    | [i]  |
| ê        | [e]         | [e]      | [e]  | [e]    | [e]  |
| e        | [ɛ]         | [ɛ]      | [ɛ]  | [a]    | [ɛ]  |
| ư        | [ɨ]         | [ɯ]      | [ɨ]  | [ɯ]    | [ɯ]  |
| u        | [u]         | [u]      | [u]  | [u]    | [u]  |
| ô        | [o]         | [o]      | [o]  | [o]    | [o]  |
| o        | [ɔ]         | [ɔ]      | [ɔ]  | [ɔ]    | [ɔ]  |
| ơ        | [əː]        | [ɤ]      | [ɜː] | [əː]   | [ɤː] |
| â        | [ɜ]         | [ʌ]      | [ɜ]  | [ə]    | [ɤ]  |
| a        | [ɐː]        | [æ]      | [ɐː] | [ɐː]   | [aː] |
| ă        | [ɐ]         | [ɐ]      | [ɐ]  | [ɐ]    | [a]  |